# Kanton Toulon-2
Kanton Toulon-2 is een kanton van het Franse departement Var. Kanton Toulon-2 maakt deel uit van het arrondissement Toulon en telt 45.687 inwoners (1999).

## Gemeenten
Het kanton Toulon-2 omvatte tot 2014 enkel een deel van de gemeente:
- Toulon (zie kaartje)

Na de herindeling van de kantons bij decreet van 27 februari 2014, met uitwerking op 22 maart 2015, omvat dit kanton een ander (westelijk) deel van de gemeente Toulon.